# Paride Taban
Paride Taban (ur. 1936 w Opari, zm. 1 listopada 2023) – południowosudański duchowny rzymskokatolicki, w latach 1983-2004 biskup Torit.

## Życiorys
Święcenia kapłańskie przyjął 24 maja 1964. 28 stycznia 1980 został prekonizowany biskupem pomocniczym Dżuby ze stolicą tytularną Tadamata. Sakrę biskupią otrzymał 4 maja 1980. 2 lipca 1983 został mianowany biskupem Torit. 7 lutego 2004 przeszedł na emeryturę.